# Troglarmadillidium myrmicidarum
Troglarmadillidium myrmicidarum là một loài chân đều trong họ Armadillidiidae. Loài này được Verhoeff miêu tả khoa học năm 1933.